# Acclaim Entertainment
Acclaim Entertainment, Inc. war ein US-amerikanischer Computerspiel-Publisher mit Hauptsitz in Glen Cove, New York, der hauptsächlich Spiele für die verschiedensten Spielkonsolen und – in geringerem Ausmaß – auch für Personal Computer entwickelte und veröffentlichte. Die Firma wurde 1987 gegründet und hatte Vertriebszweige in den USA, Großbritannien, Deutschland, Frankreich, Spanien, Australien und Japan. Neben zahlreichen Lizenztiteln zählten die Reihen Turok und Dave Mirra Freestyle BMX zu Acclaims erfolgreichsten Marken. Nach einer Hochphase als einer der größten Publisher in den 1990ern erfolgte zum Jahrtausendwechsel der Absturz. Schlechte Verkaufszahlen und ein sich veränderndes Marktumfeld zwangen das Unternehmen 2004 in die Insolvenz und Abwicklung. 2006 wurde der Firmenname nochmals unter der Bezeichnung Acclaim Games von anderen Akteuren erneut verwendet, schloss abseits des Namens aber nicht an das Vorgängerunternehmen an und fand 2010 bereits wieder sein Ende.

## Geschichte

### Anfänge und Aufstieg
Acclaim wurde 1987 von den ehemaligen Activision-Mitarbeitern Gregory Fischbach, Robert Holmes und Jim Scoroposki gegründet. Die Wahl des Namens wurde unter anderem davon beeinflusst, dass der Begriff Acclaim alphabetisch vor dem früheren Arbeitgeber Activision kam, so wie bereits bei Activision die alphabetische Reihenfolge vor dem ehemaligen Arbeitgeber Atari eine Rolle spielte. Acclaim konzentrierte sich vor allem auf die Softwareumsetzung von Lizenzen aus anderen Unterhaltungszweigen. Durch die Entscheidung des Partners Williams Bally/Midway, seine Marken künftig selbst auf dem Heimkonsolenmarkt zu verlegen, verlor Acclaim 1995 einige seiner stärksten Lizenzen, darunter die Mortal-Kombat-Reihe. Auch 20th Century Fox (Die Simpsons) und Marvel strebten an ihre Marken künftig selbst im Softwaremarkt zu platzieren. Acclaim versuchte dies mit der Ausweitung des Geschäftsfeldes auf Comics, Videos und Filme zu kompensieren. Daneben entwickelte und veröffentlichte Acclaim außerdem auch Lösungsbücher.
Bereits ein Jahr zuvor, 1994, hatte Acclaim für 65 Millionen US-Dollar den Printverlag Valiant Comics von dessen Investor Triumph erworben, auf dessen Marken basierend ab 1997 die Reihen Turok und Shadowman erschienen. Insbesondere mit Turok konnte das Unternehmen größere Erfolge verzeichnen. An Digital Pictures (Night Trap) erhielt Acclaim eine Minderheitsbeteiligung und übernahm im Gegenzug den Vertrieb zukünftiger Titel. Im Dezember 1994 gab Acclaim die Übernahme von Iguana Entertainment in Austin bekannt. Für die Übernahme zahlte Acclaim fünf Millionen US-Dollar in bar sowie eine nicht bezifferte Summe in Aktien. 1995 übernahm man die britische Probe Software und die in Salt Lake City ansässige Sculptured Software. Alle Studios wurden 1999 namentlich einheitlich an die Firmenbezeichnung Acclaim angeglichen.

### Abstieg und Insolvenz
Acclaims wirtschaftliche Lage wurde nach dem Jahrtausendwechsel zunehmend prekärer. 2000 vermeldete der Publisher für das zweite Quartal einen Verlust von 19 Millionen US-Dollar. Neben einer branchenweit generell geringeren Nachfrage nach Computerspielen machte CEO Fischbach die Verluste auch am eigenen Festhalten am rasch einbrechenden Nintendo-64-Markt fest. Das Studio in London (ehemals Probe Software) wurde geschlossen. Im Juni 2000 wurde Acclaim vom Handel am Segment National Market der NASDAQ ausgeschlossen, da der Anteilswert längere Zeit unter den erforderlichen Mindestwert von 5 US-Dollar gefallen war. Einen vorgeschlagenen Wechsel in das Small-Cap-Segment der Börse lehnte das Unternehmen zunächst ab und legte stattdessen Einspruch gegen das De-Listing vor. Dieser wurde jedoch abgewiesen und Acclaim wechselte zum August in den NASDAQ Small Caps. Der Kampf gegen die niedrige Börsenbewertung sollte das Unternehmen bis zu seinem Ende begleiten. Der Geschäftsbericht 2000, endend zum 31. August 2000, bezifferte für das Geschäftsjahr einen Verlust von 131,7 Millionen US-Dollar.
Für das Geschäftsjahr 2001 vermeldete Acclaim zunächst wieder einen Gewinn von 17,3 Millionen US-Dollar, wodurch auch der Aktienkurs wieder anstieg. Mai 2002 übernahm Acclaim den Entwickler Software Creations in Manchester. Nahezu gleichzeitig wurde das Studio Teeside (ehemals Optimus Software/Iguana UK) geschlossen, im Dezember dann auch Salt Lake City (ehemals Sculptured Software/Iguana West). Für das Geschäftsjahr 2002 vermeldete das Unternehmen trotz gesteigerten Umsatz wieder Verluste in Höhe von 4,5 Millionen Dollar. Insbesondere die Titel Turok: Evolution und Aggressive Inline verfehlten die Gewinnerwartungen. Innerhalb eines Tages fiel der Anteilswert von 1,26 Dollar auf 70 Cent.
Das ursprünglich als dritter Teil der Trendsportreihe Dave Mirra Freestyle BMX angekündigte BMX XXX erwies sich mit seinen als platt gewerteten sexuellen Inhalten ebenfalls als erheblicher Flop. Um sich zwischen den mittlerweile zahlreicher gewordenen Konkurrenzprodukten im Trendsportbereich abzuheben, hielt Acclaim Nacktheit und vulgäre Sprache für eine geeignete Option, um mehr Aufmerksamkeit zu erhalten und eine erwachsenere Käuferschaft anzusprechen. Im Fahrwasser des Erfolgs von Grand Theft Auto hoffte Acclaim auf seine eigene große Markte mit einem Mature-Rating der amerikanischen Altersklassifikation ESRB. Die Firma ging sogar so weit, sich eine Lizenz des damals angesagten New Yorker Stripclubs Scores für die Verwendung des Namens und die Darstellung der Stripperin im Spiel zu sichern. Doch das Echo schlug schnell ins Negative um: Dave Mirra entzog dem Spiel seine Unterstützung und verklagte Acclaim wegen Rufschädigung. Große stationäre Händler wie Wal-Mart und Toys R Us weigerten sich, das Spiel ins Sortiment aufzunehmen und für die Zulassung auf PlayStation 2 und in Australien mussten erhebliche Teile der Nacktheit wieder kaschiert werden. Da auch die spielerischen Bewertungen negativ ausfielen, blieb der Verkaufserfolg aus.
Da der Börsenkurs nicht an mindestens 30 aufeinanderfolgenden Handelstagen mit einem Wert über einem Dollar schloss, sprach die NASDAQ dem Unternehmen zum 1. Januar 2003 eine Delisting-Warnung aus. Der Anteilswert lag zu diesem Zeitpunkt bei nur noch 54 Cent. Die Börse räumte eine Frist bis zum 23. Juli ein, um diesen Umstand zu beheben. Diese Frist wurde im Juli 2003 nochmals um 180 Tagen verlängert, mit der Bedingung, den Anteilswert für mindestens zehn aufeinander folgende Handelstage über die Schwelle von einem US-Dollar anzuheben. Geschäftsführer und Mitgründer Fischbach war einen Monat zuvor, im Juni 2003, von seinem Posten zurückgetreten und hatte seine Aufgaben an Global President und COO Rodney Cousens übergeben. Er blieb jedoch weiterhin Mitglied des Board of Directors. Der Rücktritt erfolgte nur wenige Monate nach Einreichung einer Investorenklage wegen Missmanagements und kurz vor Bekanntgabe der Aufsichtsbehörde SEC über die Untersuchung der Finanzgebaren mehrerer Computerspielhersteller, darunter auch Acclaim. Diese führte letztlich zu einer Korrektur mehrerer Geschäftsberichte, einschließlich der nachträglichen Korrektur des Jahresabschlusses 2001 auf nur noch 7,8 Millionen Gewinn. Auf der positiven Seite konnten 13 Millionen Dollar an Investorengelder und durch das persönliche Engagement der Gründer Fischbach und Scoroposki eingesammelt werden, im Oktober nochmals weitere 11,8 Millionen durch die Ausgabe von Wandelanleihen an private Investoren. Im Juli wurde zudem der vormalige Take-2-President Paul Eibeler als neuer President angeworben, der das Unternehmen allerdings bereits zehn Monate später wieder verließ, um die Geschäftsführung bei Take 2 zu übernehmen.
Zur größten Spielemesse, der E3 2004, zeigte sich Acclaim noch zuversichtlich und präsentierte dem Fachpublikum vom 11. bis 13. Mai seine Spiele. Tatsächlich hatte das Unternehmen aber auch im abgelaufenen Geschäftsjahr wieder 56,4 Millionen Dollar Verlust eingefahren und wies auf die Möglichkeit einer zeitnahen Insolvenz hin. Zum 20. Juni lief schließlich eine Kreditlinie bei Acclaims größtem Geldgeber GMAC Commercial Finance aus, weiterhin versäumte das Unternehmen die fristgerechte Einreichung seines ersten Quartalsberichts bei der Aufsichtsbehörde SEC. Der Publisher erhielt von seinem Gläubiger eine 45-tägige Übergangsfrist, um Verhandlungen mit neuen möglichen Kreditgebern zu einem Abschluss zu bringen. Im Juli gingen schließlich die Lizenzen für Turok und die Major League Baseball wegen nicht gezahlter Lizenzgebühren verloren. Zusätzlich drohte die NASDAQ dem Unternehmen mit dem Ausschluss vom Handel, sollte der Anteilswert bis zum 18. August nicht für zehn aufeinander folgende Tage von 0,19 auf 0,28 Dollar und damit die erforderliche Marktkapitalisierung auf 35 Millionen US-Dollar gesteigert werden können. Trotz einer zwischenzeitlich weiteren Verlängerung der Rückzahlungsfrist durch GMAC gelang es der Unternehmensleitung nicht, neue Geldgeber zu finden und es kam zum Ausschluss von der NASDAQ. Ende August kamen schließlich Berichte auf, wonach die Entwickler in Cheltenham und Manchester keine Gehaltszahlungen mehr erhalten hätten und im Fall des Studios Manchester außerdem der Zutritt zu den Büros verwehrt worden sei. Zuvor waren bereits die Mitarbeiter des Entwicklerbüros in Austin wegen ausbleibender Mietzahlungen vom Eigentümer ausgesperrt worden. Am 1. September 2004 beantragte Acclaim in den USA schließlich Insolvenz nach Chapter 7. Dies bedeutete die Einstellung des Geschäftsbetriebs und den Verkauf aller verbleibenden Besitzstände zur Schuldentilgung. Am 7. Dezember 2004 wurde das Firmeninventar versteigert, weitere Auktionsrunden fanden im Juli und Dezember 2005 statt.

### Nachklang
Geschäftsführer Rod Cousens unternahm Anstrengungen, die Studios Cheltenham und Manchester unter einer neuen Formierung mit der vorläufigen Bezeichnung Exclaim fortzuführen. Dies wurde jedoch von Acclaims Insolvenzverwalter Allan Mendelsohn behindert. 2005 wechselte Cousens als neuer Geschäftsführer zu Codemasters. Cousens wurde 2005 zusammen mit Fischbach, Scoroposki und weiteren Managern von Insolvenzverwalter Mendelsohn auf die Rückzahlung von 150 Millionen Dollar wegen zwielichtiger Deals zur persönlichen Bereicherung und Verstößen gegen SEC-Regularien verklagt.
Acclaims deutsche Vertriebsniederlassung, die unter der Geschäftsführung von Peter Nordhausen und anschließend Uwe Fürstenberg zuvor bereits selbständig Projekte erfolgreich vorantreiben konnte und entgegen dem Trend im Gesamtkonzern rentabel wirtschaftete, plante zunächst den Firmenbetrieb als Publisher fremder Spiele aufrechtzuerhalten. Im Oktober 2004 konnte man sich die Vertriebsrechte von Neocron 2 sichern. Im Januar 2005 wurde dann jedoch das Insolvenzverfahren über das Vermögen der Acclaim Deutschland eröffnet. Uwe Fürstenberg wechselte Februar 2005 als General Manager zur neu eröffneten deutschen Niederlassung von Midway. Midway hatte auch nur wenige Tage nach der Insolvenz-Erklärung und Schließung des Studios Acclaim Austin die Gründung eines eigenen Studios am Standort Austin angekündigt.
Anfang 2006 gründete Howard Marks, früher leitender Mitarbeiter bei Activision, die neue Firma Acclaim Games, nachdem er die ursprünglichen Acclaim-Namensrechte bereits Mitte 2005 gekauft hatte. Acclaim Games konzentrierte sich auf den Vertrieb von asiatischen Online-Spielen in Nordamerika und Europa. Mitgründer David Perry wurde Chief Creative Officer. Unter Perry startete das Unternehmen unter der Bezeichnung Project Top Secret den Versuch eines von und mit der Community entwickelten Spielkonzepts, das jedoch nie umgesetzt wurde. Im Mai 2010 übernahm Playdom das Unternehmen. Im Oktober stellte Acclaim den Betrieb sämtlicher Spiele ein.
Valiant Comics und seine Marken wurden von den Comic-Enthusiasten Dinesh Shamdasani und Jason Kothari erworben, die den Verlag als Valiant Entertainment wiederbelebten.
Die Markenrechte an vielen Acclaim-Titeln wurden von Investment- und Spielefirmen wie Fund4Games und Throwback Entertainment erworben. Der Hoffnungstitel Juiced wurde letztlich von THQ übernommen, da die Rechte an dem Spiel beim Investor Fund4Games lagen. Mit den Mitteln von Fund4Games gründeten einige Mitarbeiter von Acclaim Manchester außerdem die Silverback Studios, die die Arbeiten an der letzten Entwicklungsarbeit Interview with a Made Man fortsetzten. Das Gangster-Spiel nach einer Vorlage des Schriftstellers David Fisher in Zusammenarbeit mit dem Ex-Mafiosi Salvatore Bonanno erschien 2006 unter dem verkürzten Titel Made Man. Die Rechte an Turok erwarb zunächst die Disney-Tochter Buena Vista Games. Das Disney-Entwicklungsstudio Propaganda Games entwickelte darauf basierend den 2008 über das Label Touchstone Interactive veröffentlichte Reboot Turok. Der Retrogaming-Spezialist Nightdive Studios veröffentlichte schließlich ab 2015 Remaster-Versionen von Forsaken, Shadowman und der Turok-Trilogie.

### Bewertung
Rückblickend fällt die Bewertung von Acclaims Veröffentlichungen gemischt aus. Als einer der größten Publisher der 1990er bot das Unternehmen vielen mittelmäßig bewerteten Produktionen eine Marktchance, die aller Voraussicht keinen anderen Anbieter gefunden hätten. Viele dieser Titel erreichten durch Acclaims Größe und Bedeutung zu ihrer Zeit auch eine relative Bekanntheit. Mit Turok gelang dem Unternehmen dazu die kurzzeitige Etablierung einer bedeutenden Marke und einer der wenigen erfolgreichen Konsolenshooter, bevor dem Genre mit Halo auf der Xbox der endgültige Durchbruch gelang. Als der Markt sich jedoch zunehmend veränderte und hochwertige Produktionen gegenüber schnell produzierten Lizenztiteln an Bedeutungen gewannen, konnte das Unternehmen nicht rechtzeitig die Wende in der Produktionspolitik einleiten. Wichtige Titel wie Turok Evolution und Shadowman: 2econd Coming floppten, hinzu kamen fragwürdige Produktentscheidungen wie BMX XXX.
Acclaims Niedergang fiel in eine allgemeine Phase des Umbruchs in der Computerspielbranche. Nach 3DO war Acclaim der zweite größere Spielepublisher dieser Zeit, der Insolvenz anmelden musste. Ebenso ins Straucheln geraten war der französische Publisher Titus Interactive, der 2005 ebenfalls in die Insolvenz folgte. Der mehrheitlich von Titus kontrollierte US-Publisher Interplay Entertainment sowie der französische Konzern Infogrames und seine US-Tochter Atari fanden sich ebenfalls in einer Abwärtsspirale wieder, die diese zwar langfristig überstanden, aber nicht mehr zu alter Bedeutung zurückfanden.

## Tochterunternehmen
Acclaim unterhielt mehrere, separate Entwicklerstudios:
- Acclaim Studios Austin (früher Iguana Entertainment; USA)
- Acclaim Studios Cheltenham (England)
- Acclaim Studios London (früher Probe Entertainment; England)
- Acclaim Studios Manchester (früher Software Creations, England)
- Acclaim Studios Salt Lake City (früher Sculptured Software, Iguana West Software und dann Iguana SLC; USA)
- Acclaim Studios Teesside (früher Optimus Software und Iguana UK; England)

Weitere bekannte Tochterunternehmen:
- Acclaim Comics (früher Valiant Comics; USA)

## Bekannte Spiele, die Acclaim veröffentlichte und/oder entwickelte
| Titel                                      | System                                                              |
| ------------------------------------------ | ------------------------------------------------------------------- |
| AFL Live 2004                              | PS2                                                                 |
| Aggressive Inline                          | GBA, NGC, PS2, Xbox                                                 |
| Alias                                      | PC, PS2, Xbox                                                       |
| Alien Trilogy                              | PC, PS, Saturn                                                      |
| All Star Baseball 2002                     | PS2                                                                 |
| All Star Baseball 2003                     | PS2                                                                 |
| All-Star Baseball 2004                     | PS2                                                                 |
| ATV Quad Power Racing 2                    | NGC, PS2, Xbox                                                      |
| Baldur’s Gate: Dark Alliance 2             | PS2, Xbox                                                           |
| Biene Maja – Auf der Klatschmohnwiese      | GB                                                                  |
| Biene Maja – Das große Abenteuer           | GBA                                                                 |
| BMX XXX                                    | NGC, PS2, Xbox                                                      |
| Britannica 2001                            | PC                                                                  |
| Burnout                                    | NGC, PS2, Xbox                                                      |
| Burnout 2: Point of Impact                 | NGC, PS2, Xbox                                                      |
| Bust-a-Move Millennium                     | GB                                                                  |
| Carmen Sandiego                            | NGC, PS2, Xbox                                                      |
| Constructor                                | PC, PS                                                              |
| Crazy Taxi                                 | DC, NGC, PS2                                                        |
| Dave Mirra Freestyle BMX                   | DC, PS                                                              |
| Dave Mirra Freestyle BMX 2                 | NGC, PS2                                                            |
| Dave Mirra Freestyle BMX Maximum Remix     | PS                                                                  |
| Dead or Alive 2                            | DC                                                                  |
| Der kleine Eisbär                          | PC                                                                  |
| Dark Castle                                | Commodore 64 (1987 Sculptured Software)                             |
| Ducati                                     | DC, PC, PS                                                          |
| ECW Anarchy Rulz                           | DC, PS                                                              |
| ECW Hardcore Revolution                    | N64, PS                                                             |
| Eighteen Wheeler                           | DC, PS2                                                             |
| Extreme-G                                  | N64                                                                 |
| Extreme-G 2                                | N64                                                                 |
| XGIII – Extreme G Racing                   | NGC, PS2                                                            |
| Forsaken                                   | N64, PC, PS                                                         |
| Ferrari 355 Challenge                      | DC                                                                  |
| Fur Fighters                               | DC, PC                                                              |
| Fur Fighters Plus                          | PS2                                                                 |
| Fur Fighters: Viggo´s Revenge              | PS2                                                                 |
| Gilbert Goodmate                           | PC                                                                  |
| Gladiator – Schwert der Rache              | PC, PS2, Xbox                                                       |
| HBO Boxing                                 | PS                                                                  |
| Ice Nine                                   | GBA                                                                 |
| James Bond 007 in The Living Daylights     | Commodore 64 (1987 Sculptured Software)                             |
| Jeremy McGrath Supercross World            | PS2                                                                 |
| Kick Off 2002                              | PC                                                                  |
| Kreed                                      | PC                                                                  |
| Kwirk                                      | GB                                                                  |
| Legends of Wrestling                       | DC, PS2                                                             |
| Legends of Wrestling 2                     | NGC, PS2, Xbox                                                      |
| Machines: Wired for War                    | PC                                                                  |
| Magic: The Gathering Battlemage            | PC, PSX                                                             |
| MDK                                        | PC, PSX                                                             |
| Mortal Kombat II                           | Amiga, GB, GG, MD, PC, SNES                                         |
| NBA Jam                                    | GB, MD, PS2, SNES, Xbox                                             |
| NBA Jam 2002                               | GBA                                                                 |
| Newman Haas Indy Car feat. Nigel Mansell   | SNES                                                                |
| NFL Quarterback Club 2002                  | PS2                                                                 |
| Ninja                                      | Commodore 64 (1982 Sculptured Software)                             |
| Paris-Dakar Rally                          | PC, PS2                                                             |
| Powerpuff Girls                            | NGC                                                                 |
| Project Stars                              | PC                                                                  |
| Pumuckls Abenteuer im Geisterschloss       | GB                                                                  |
| Pumuckl 2                                  | PS                                                                  |
| Punch Kings                                | GBA                                                                 |
| Raid over Moscow                           | portiert auf Apple II und Atari 8-bit (1985/86 Sculptured Software) |
| Re-Volt                                    | DC, N64, PC, PSX                                                    |
| R.C. Revenge                               | PSX                                                                 |
| R.C. Revenge Pro                           | PS2                                                                 |
| Sega Bass Fishing Duel                     | PS2                                                                 |
| Shadow Man                                 | DC, N64, PC, PS                                                     |
| Shadow Man: 2econd Coming                  | PS2                                                                 |
| Showdown – Legends of Wrestling            | PS2, Xbox                                                           |
| South Park                                 | N64, PC, PS                                                         |
| South Park Rally                           | DC, N64, PC, PS                                                     |
| Speed Kings                                | NGC, PS2, Xbox                                                      |
| Super Bust-a-Move                          | PS2                                                                 |
| Summer Heat Beach Volleyball               | PS2                                                                 |
| Swing                                      | PS                                                                  |
| SX Superstar                               | NGC, PS2, Xbox                                                      |
| Total Recall                               | NES                                                                 |
| True Combat Elite: WWII Paratroopers       | PS2, Xbox                                                           |
| Turok – Dinosaur Hunter                    | GB, N64, PC                                                         |
| Turok 2 – Seeds of Evil                    | GBC, N64, PC                                                        |
| Turok – Legenden des Verlorenen Landes     | GBC, N64                                                            |
| Turok – Rage Wars                          | N64                                                                 |
| Turok 3 – Shadow of Oblivion               | GB, N64                                                             |
| Turok Evolution                            | GBA, NGC, PC, PS2, Xbox                                             |
| Urban Freestyle Soccer                     | NGC, PC, PS2, Xbox                                                  |
| Vanishing Point                            | DC, PS                                                              |
| Vexx                                       | NGC, PS2, Xbox                                                      |
| Virtua Tennis 2                            | PS2                                                                 |
| Wallace und Gromit in Projekt Zoo          | NGC, PC, PS2, Xbox                                                  |
| Wizards & Warriors X: The Fortress of Fear | GB                                                                  |
| WWF Attitude                               | GB, N64, PS                                                         |
| WWF War Zone                               | N64, PS                                                             |
| World Championship Rugby                   | NGC, PS2, Xbox                                                      |
| XGRA – Extreme G Racing Association        | NGC, PS2, Xbox                                                      |
| Zoo Cube                                   | GBA, NGC                                                            |